# Biodiversité ordinaire

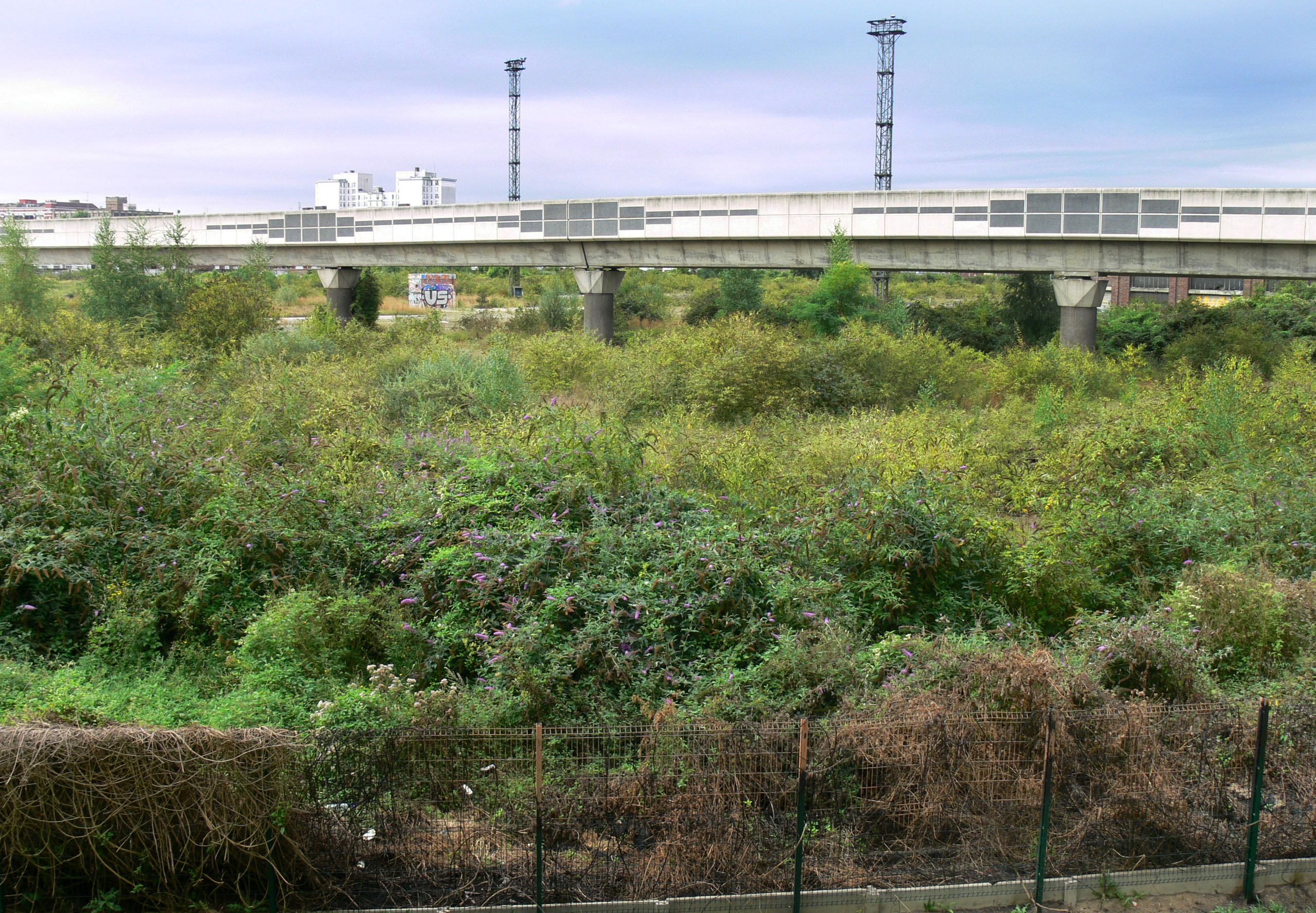
Une friche industrielle, espace délaissé, favorise l'installation spontanée de la biodiversité floristique et faunistique, en sélectionnant dans un premier temps les espèces les plus adaptées à la vie au contact des Hommes.

L'expression « biodiversité ordinaire » (ou « nature ordinaire », « biodiversité commune ») désigne, en écologie, l'ensemble des espèces abondantes dans un écosystème donné. Face au constat d'une régression de la diversité animale, floristique, fongique et génétique parmi des espèces autrefois très communes (hirondelles, abeilles, anguilles...), de nombreux auteurs invitent à accorder une attention plus soutenue à la nature ordinaire et à la protéger dans des espaces tels que les villes (biodiversité urbaine), les zones humides.

## Détermination
La biodiversité ordinaire est un concept qui se définit principalement par opposition : par opposition tout d'abord à une biodiversité « extraordinaire » (c'est-à-dire emblématique ou charismatique, comme les grands mammifères, les super-prédateurs ou certaines espèces spectaculaires), et secondairement par opposition aux espèces plus rares ou de densité plus faible (que cela soit naturel ou dû à une perturbation humaine). Pour Couvet et Vandevelde (2004), les espèces ordinaires seraient donc « celles qui ne sont ni menacées, ni domestiquées, ni exploitées », ce qui représente environ 80 % des espèces de vertébrés connues. Il n'existe cependant pas de définition consensuelle ni d'harmonie dans l'usage des différents synonymes de cette expression, et la formule définitoire la plus rassembleuse semble provisoirement être celle de « nature qui nous entoure », ce qui permet d'élargir la notion de biodiversité au-delà de l'échelle trop réductrice d'espèce, et d'envisager cet ensemble à l'échelle de la communauté. 
En Europe et en Amérique du Nord, la biodiversité ordinaire est surtout appréhendée par les oiseaux communs, les insectes et d'autres invertébrés, ou surtout les plantes, éventuellement qualifiées de « mauvaises herbes » – autant de constituants de ce que le paysagiste Gilles Clément nomme le « Tiers paysage ». 
Il s'agit donc d'une nature qui n'est ni tout à fait sauvage ni tout à fait domestique, celle qui s'est adaptée à cet entre-deux qui recouvre de fait une superficie désormais extrêmement vaste à l'échelle de la planète. 
Laurent Godet a proposé trois définitions distinctes de la « nature ordinaire » : 
- Une définition anthropocentrique qui la « définit comme un "écotone" entre les espaces dominés par l’Homme d’un côté et ceux desquels il est absent (ou presque) »,
- une définition anthropogénique où la nature ordinaire, influencée par les activités humaines, serait un « espace tampon entre forçages anthropique et environnementaux »,
- une définition écologique où elle serait une « nature composée d'espèces communes ».

Denis Couvet et Jean-Christophe Vandevelde proposent ensuite trois modes possibles de représentation
de la biodiversité ordinaire (correspondant à trois approches scientifiques distinctes) : comme ensemble de communautés, comme bioindicateur sentinelle, et comme réseau écologique. 
Dans tous les cas, la qualification d'« espèce commune » est toujours relative à un espace géographique donné : une même espèce peut être très commune dans une portion de son aire de répartition et rarissime dans une autre, comme le loup gris ou le vautour fauve. Cette notion est également variable dans le temps, suivant les variations temporelles d'abondance des différentes espèces. 

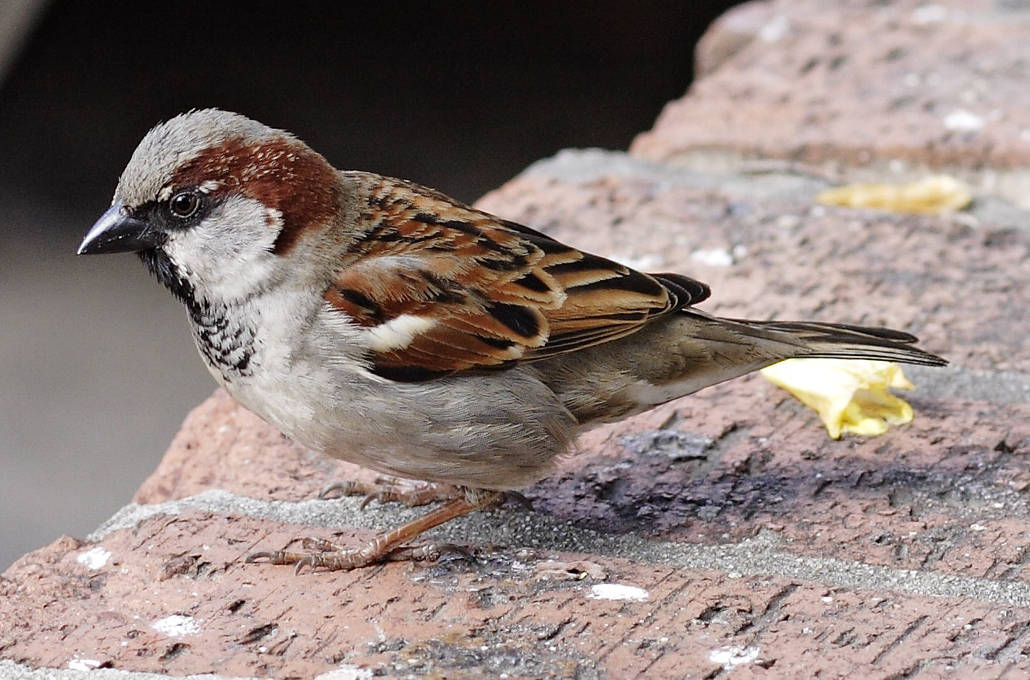
Un moineau domestique (Passer domesticus), oiseau commun en Europe.
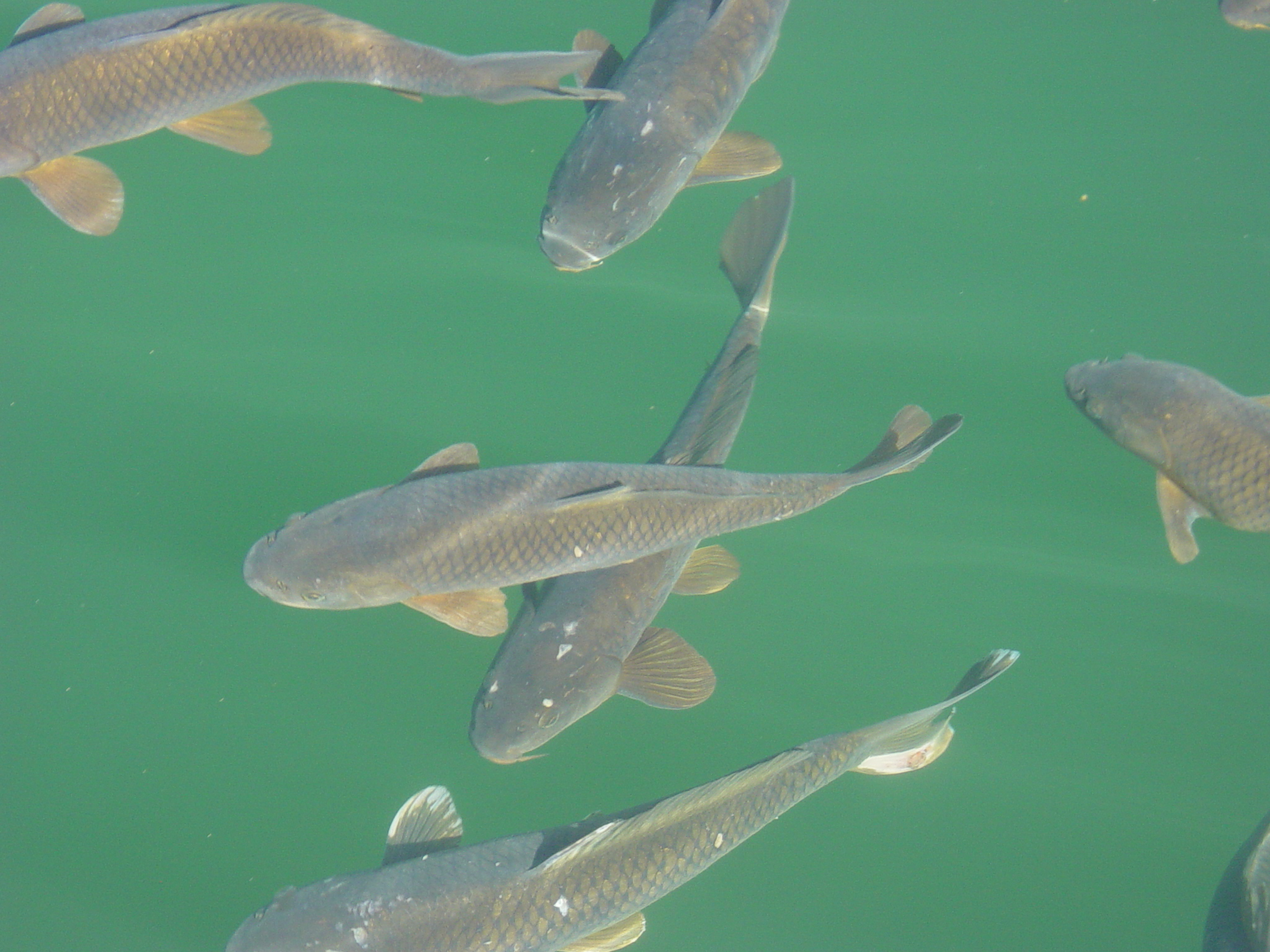
Carpe commune (Cyprinus carpio), poisson commun en Europe.
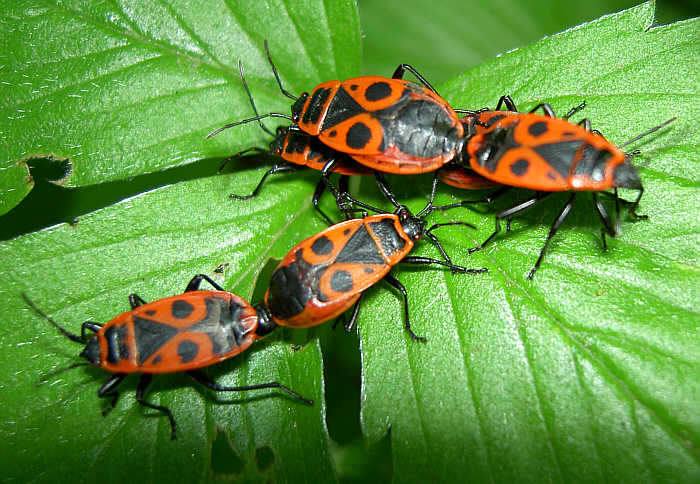
Gendarmes (Pyrrhocoris apterus), insecte commun en Europe.
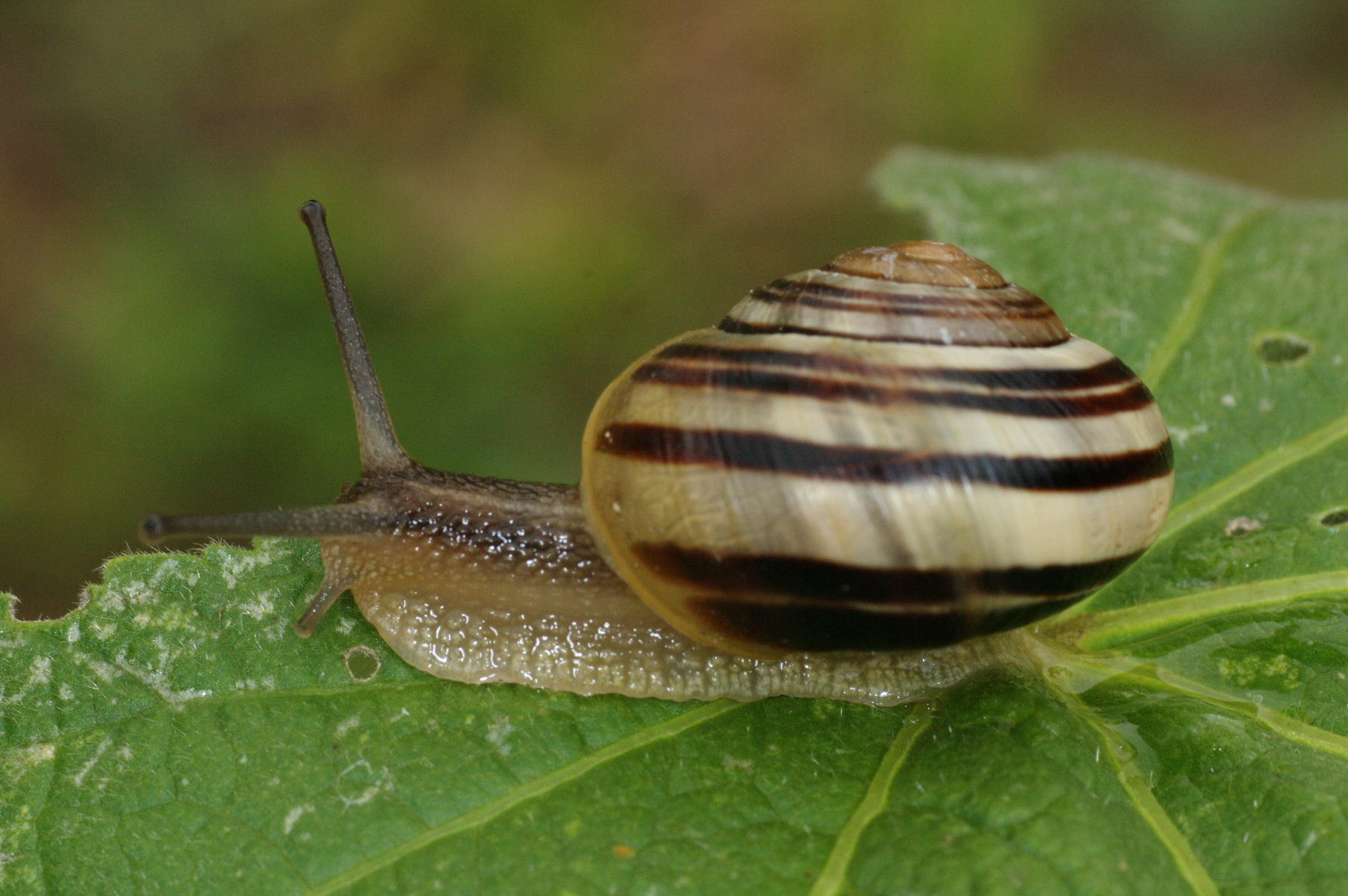
Escargot des jardins (Cepaea hortensis), un mollusque commun en Europe.
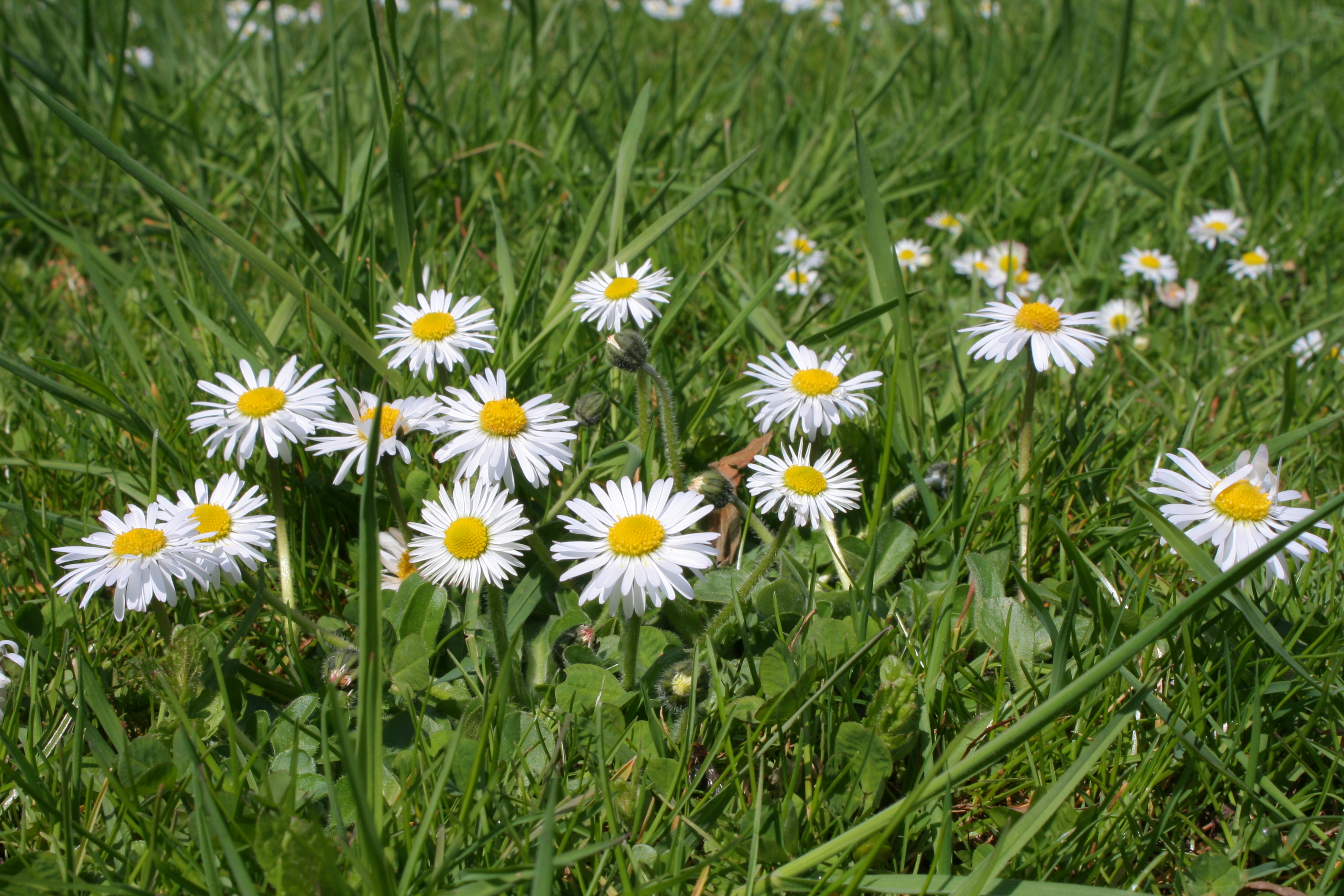
Pâquerettes (Bellis perennis), fleur commune en Europe.

## Importance écologique
La biodiversité ordinaire constitue l'essentiel de la biomasse des écosystèmes, et détermine donc « la fertilité des sols, la qualité des eaux, la pollinisation des végétaux, l’équilibre des écosystèmes face aux espèces introduites et la régulation des ravageurs des cultures ». 
La biodiversité ordinaire constitue ainsi sans doute le maillon le plus important des processus écosystémiques, et la base indispensable sur laquelle les espèces ou interactions plus rares et complexes peuvent se développer, fournissant nourriture, habitat et interactions biotiques à une large gamme d'espèces potentielles.
Certaines communautés de biodiversité ordinaire font l'objet d'un suivi scientifique, comme en France le Suivi Temporel des Oiseaux Communs (programme « STOC »), qui suit les populations des 100 espèces d'oiseaux les plus communs du territoire métropolitain depuis 1989. 

## Aspect social
Même si les espèces spectaculaires jouissent souvent d'un grand succès auprès du public (qui s'exprime à travers les zoos, les sorties naturalistes, les médias ou les voyages), c'est bien la biodiversité ordinaire qui constitue le paysage naturel le plus familier à la plupart des humains, notamment occidentaux ou citadins, et ce même si la connaissance de cette biodiversité est parfois très restreinte. 
Par cette familiarité, les espèces communes constituent potentiellement un lien majeur dans la connexion des populations humaines à la nature. 

## En conservation
La conservation de la nature s'est longtemps limitée aux espaces et espèces rares, spectaculaires ou charismatiques.
Or, si les espèces communes ne sont généralement pas menacées d'extinction (contrairement à celles recensées par la Liste rouge de l'UICN des espèces menacées), les effectifs de leurs populations connaissent cependant des diminutions drastiques dans certains écosystèmes du fait des activités humaines, ce qui perturbe leur fonction écosystémique, et fragilise les processus écologiques auxquelles celles-ci participent. 
En conséquence, la surveillance et la conservation de la biodiversité ordinaire sont des approches en plein développement dans le champ de la biologie de la conservation,., et tout particulièrement dans le cadre du courant de l'écologie de la réconciliation. La création en 2013 de la Plate-forme intergouvernementale sur la biodiversité et les services écosystémiques (IPBES) est un exemple typique de cette prise de conscience des enjeux que représente la biodiversité ordinaire. 